# Rosanna Rocci
Rosanna Rocci (* 28. Oktober 1968 in Solothurn) ist eine italienische Schlagersängerin.

## Leben und Karriere
Rosanna Rocci wuchs zunächst in der Schweiz auf. Im Alter von vier Jahren zog sie mit ihrer Familie nach Italien in die Abruzzen. Dort verbrachte sie mit zwei Schwestern ihre weitere Kindheit. Schon früh lernte sie Organetto spielen, was in Italien eigentlich Männern vorbehalten war.
Anlässlich einer Veranstaltung in Deutschland spielte Rocci der Komponistin Hanne Haller und dem Texter Bernd Meinunger vor, die sie nach Deutschland holten. So kam sie nach Kempten. Zunächst wurden mit ihr Schlager in englischer und italienischer Sprache produziert. Anfang der 1990er Jahre ging Rocci mit Tony Christie und Umberto Tozzi auf Tournee und wurde so international bekannt. Sie wurde Gast in zahlreichen Hitparaden und Fernsehveranstaltungen. Ab 1992 machte sie auch deutsche Aufnahmen.
Neben Soloauftritten und Soloaufnahmen tritt Rocci seit 1999 auch mit ihrem Ehemann als Duo auf, dem Schlagersängerkollegen Michael Morgan. Ihr erster Hit war Ich gehör zu Dir, mit dem sie die „Goldene Muse“ bei den Deutschen Schlager-Festspielen 1999 gewannen.
Rosanna Rocci ist bei dem Musiklabel zoom music unter Vertrag. Im April 2019 brachte sie anlässlich ihres 50. Geburtstages ihr neues Album 5.0 heraus.
Rocci war ab 1997 mit Michael Morgan verheiratet und hat mit ihm einen Sohn. Ende Juni 2012 gab sie die offizielle Trennung bekannt. Im Juni 2020 machte Rocci ihre Scheidung öffentlich.

## Diskografie

### Alben
- 1992: Rosanna
- 1994: Kopfüber ins Leben
- 1996: Mein Feuer brennt
- 1998: Amore, Amore
- 1999: Emozioni
- 2001: Ich lebe für dich (mit Michael Morgan)
- 2001: Herz über Kopf verliebt
- 2001: Rosanna
- 2001: Un Poco di Amore
- 2002: Dolce Vita
- 2002: Kopfüber ins Leben
- 2003: Aber bitte mit Herz
- 2003: Ti Amo Ancora
- 2004: Felicita – Liebe hautnah (mit Michael Morgan)
- 2005: Das fühlt sich gut an
- 2007: Die grössten Single-Hits
- 2007: 100% Rosanna
- 2009: Solo con te – Nur mit Dir
- 2012: Glücksgefühle
- 2019: 5.0

### Singles
- La mia Musica
- 1990: Mister, Mister
- 1991: Theresa
- 1991: My family
- 1992: Chaka Chaka
- 1993: Wer die Augen schließt (wird nie die Wahrheit seh’n) (als Teil von Mut zur Menschlichkeit)
- 1994: Vino e Pane
- 1995: Perche no - warum nicht
- 1996: Mamma Mia
- 1996: Ciao mio amore (mit Andreas Fulterer)
- 1997: Ritornerai
- 1999: Ich gehör zu Dir (mit Michael Morgan)
- 2001: Un Poco di Amore
- 2002: Un Anno d'Amore
- 2005: Arrivederci Hans
- 2007: E Pericoloso
- 2007: Ich bin aus dem Süden
- 2011: Du bist kein Americano
- 2012: Olé Olá – heisser als Fieber
- 2019: Tutto o niente (Gefährliches Spiel)
- 2019: Solo Amore (Tropical Mix)
- 2019: Solo Con Te